# Рівне (Рівнянська сільська громада)
Рі́вне — село, центр Рівнянської сільської громади Новоукраїнського району Кіровоградської області. До 2020 року орган місцевого самоврядування — Рівнянська сільська рада.
За чисельністю населення — найбільше село Кіровоградської області.

## Історія

### Царський період
У 1754 році був сформований Новослобідський козацький полк. Від цієї дати починається стабільне заселення майбутньої Новоукраїнщини. Сотенною слободою полку був Сухий Ташлик (Глодоси), у складі полку перебували також поселення Павлівськ (Новоукраїнка), Чорний Ташлик (нині — у складі Новоукраїнки), Рівне.
Станом на 1885 році у селі, центрі Рівнянської волості Єлисаветградського повіту Херсонської губернії, мешкало 11454 особи, налічувалось 2213 дворових господарства. Найбільше тут проживало колишніх військових поселенців та відставних солдатів. Існували православна церква, єврейський молитовний будинок, школа, 34 лавки, 3 постоялих двори, 4 винних погреби та 3 трактири, відбувався щорічний ярмарок на Масницю та базари щонеділі. За 8 верст існував постоялий двір.
Село тягнулося по балках завширшки 3—4 версти та завдовжки близько 10 верств і поділялося на 4 частини, що відповідали розміщенню колишніх рот військового поселення, яке було у селі на початку XIX століття. Перша та четверта частини села мали багато вишневих садів. Коли вони розквітали навесні, то селянських хат зовсім не було видно. Землі, що нею користувалися селяни до Жовтневої революції, було 30 тисяч десятин, а після революції стало 55 тисяч десятин. Навколо Рівного проживало 15 великих поміщиків, які мали власної землі 25 тисяч десятин. А саме життя селян з кожним роком все погіршувалось, Врожайність у селянських господарствах не перевищувала 20 пудів з десятини, тобто була на 40 % нижчою, ніж у поміщицьких. Наймитам платили копійки. На обмолоті хліба в Рівнянській волості в середньому барабанщик одержував 75 коп. за день, робітник 56 коп. жінка 41 коп. підліток 24 копійки. Таке життя не могло, спокійно тривати далі.

### Визвольні змагання
28 грудня 1917 року був організований більшовицький ревком. Очолював його А. Й. Калич. Ревком займався розподілом поміщицьких земель для малоземельних селян.
Наприкінці 1918 року у Рівному Семеном Могилою була сформована антибільшовицька партизанська група, яка активно боролася проти радянської влади, винищуючи продовольчі загони.
Після поразки України у Визвольних змаганнях та знищення повстанських загонів у селі надовго ствердилась більшовицька окупація.

### Становлення
7 березня 1923 року Рівне стало адміністративним центром новоутвореного Рівнянського району. Сільських рад у Рівному було дві-Янчевська і Ламанобалківська. У 1925 році в Рівному з'явився перший трактор, а через 2 роки створено 6 машино-тракторних товариств: «Крок вперед», «Труд хлібороба» та інші. Важливу роль у житті Рівного відіграла створена на початку 1931 року МТС яка мала 81 трактор, якими обробляла 48 тис. га оранки. Багато односельчан брали участь у соцзмаганнях. В 1936 році переможцями стали: комбайнери В. А. Брюховецький, М. П. Пархоменко та їх помічники М. С Воронов та Я. Д. Кулик. У 1941 році право на участь у Всесоюзній сільськогосподарській виставці завоювали 8 колгоспів, 5 тваринницьких ферм і 70 передовиків району.

### Німецько-радянська війна
Рівне німецько-фашистськими військами було окуповане 3 серпня 1941 року. У селі діяли декілька партизанських загонів, на чолі М. С. Артеменко[джерело?]. 16 березня 1944 року полки 297-ї Слов'янсько-Кіровоградської Червонопрапорної ордена Богдана Хмельницького дивізії 25-го гвардійського корпусу 5-ї ударної армії РСЧА зайняли Рівне[джерело?]. У боях за село радянська армія втратила 41 військового. Близько півтори тисячі рівнянців воювали на фронтах Другої світової війни. З них 578 загинуло. Особливо відзначився І. І. Кувіка, під командуванням якого саперний батальйон РСЧА у ніч на 28 серпня 1943 року захопив плацдарм на правому березі Дніпра і сім днів утримував його, відбиваючи одну за одною атаки німців. За героїзм, виявлений під час форсування Дніпра І. І. Кувіці було присвоєно звання Героя Радянського Союзу.

### Повоєнні роки
Село почало потрохи відроджуватися. Почалася відбудова сільського господарства, вже в 1947 році освоїли довоєнні посівні площі, відновили сивозміни. Ланкова Є. Н. Гавриленко з колгоспу ім. Калініна виростила того року по 21,2 цнт пшениці на гектарі. За це групу передовиків було нагороджено урядовими нагородами. З основних показників Рівнянська МТС зайняла перше місце в області і завоювала перехідний Червоний прапор обласного управління сільського господарства. А в 1949 перехідний Червоний прапор Міністерства сільського господарства СРСР. В 1950 році 16 дрібних колгоспів об'єдналися в 7 великих, що сприяло більш раціональному використанню техніки та підвищенню продуктивності праці. А згодом було створено чотири великих колгоспи: ім. Ватутіна, ім. Калініна, ім. Чапаєва та Світанок, за якими було закріплено 21 136 га угідь. Ці господарства мають 132 трактори, 82 комбайни, 73 вантажних та легкових машин. На колгоспних фермах налічувалося 6052 голови ВРХ, 10409 свиней, 4119 овець, 21110 штук птиці. В середині 50 років (замість трьох сільрад) було створено одну. На початок 1971 року їх неподільні фонди колгоспів становили понад 10 млн крб, а річні грошові прибутки перевершили 6 млн крб. Головою виконкому новоутвореної сільської ради депутатів трудящих було обрано Дмитра Михайловича Мартинюка. За роки його керування бюджет сільради виріс до 110 тис. крб. В селі збудовано школу-інтернат, кілька магазинів, універмаг, дві їдальні, пекарню, перукарню, будинок культури, приміщення міжколгоспної будівельної організації, відділення «Сільгосптехніки». Село електрифіковане та радіофіковане. По медичній частині в селі знаходиться поліклініка на 100 ліжок, чотири фапи. Відкрито два дитячих садки. В селі збудовано будинок культури на 400 місць, є також широкоекранний кінотеатр на 430 місць, який зараз не працює. Є історико-краєзнавчий музей, який висвітлює історію села від заснування до наших днів. В селі шанують героїв нацистсько-радянської війни, кожного року до 9 травня, молодь прибирає монументи, обеліски героїв, кладуть квіти.

### У Незалежній Україні
На сьогоднішний час населення с. Рівного становить близько 4800 осіб. Після розпаду Радянського Союзу у Рівне як і на всю державу прийшла розруха і занепад. Після Кучмівської реформи (розпаювання) земель, колгоспи почали розпадатися і перетворюватися в КСП, а згодом ТОВ. Людям дали на руки паї, зароблені важкою працею. Зараз на території сільської ради працюють такі сільськогосподарські підприємства: ПрАТ «Рівнянське», СТОВ «Колос», ТОВ ім. Чапаєва, та фермери-одноосібники. На території села є два дитячих садочки і три школи. Є кінотеатр, який на даний час не працює. Будинок культури із багатьма гуртками і самодіяльністю. Розвинена сфера торгівлі: магазини, універмаг, три супермаркети, базар. Після Європейської революції силами і коштами місцевих жителів, відреставровано Арку в центрі села на честь «Героїв небесної сотні».
12 червня 2020 року, відповідно з розпорядженням Кабінету Міністрів України від 12 червня 2020 року № 716-р «Про визначення адміністративних центрів та затвердження територій територіальних громад Кіровоградської області», село набуло статусу адміністративного центру Рівнянської сільської громади.

## Населення
Згідно з переписом УРСР 1989 року чисельність наявного населення села становила 6260 осіб, з яких 2881 чоловік та 3379 жінок.
За переписом населення України 2001 року в селі мешкала 5501 особа.

## Мова
Розподіл населення за рідною мовою за даними перепису 2001 року:
| Мова       | Відсоток |
| ---------- | -------- |
| українська | 97,44 %  |
| російська  | 1,20 %   |
| молдовська | 1,07 %   |
| вірменська | 0,15 %   |
| циганська  | 0,05 %   |
| білоруська | 0,04 %   |
| румунська  | 0,02 %   |

## Особистості
- Калич Андрій Йосипович — перший організатор більшовицького руху в Рівному.
- Костогриз Федір Хрисанович (15.02.1930 — 26.042003)  — орден Трудового Червоного Прапора.
- Кувіка Іван Іванович — Герой Радянського Союзу.
- Ліпка Максим Васильович  (02.03.1992 — 26.12.2017) — молодший лейтенант Збройних сил України, командир батареї 40-ї окремої артилерійської бригади оперативного командування «Південь», учасник російсько-української війни 2014—2017 років. Загинув опівдні 26 грудня 2017 року від смертельного вогнепального поранення під час обстрілу зі стрілецької зброї опорного пункту шахта «Бутівка», що під Авдіївкою в Донецькій області[7][8].
- Лихоліт Валентин Станіславович (нар. 1966) — старшина запасу Збройних сил України, учасник російсько-української війни.
- Лісничий Павло Олександрович (1903—1941) — український історик.
- Микитенко Іван Кіндратович — український письменник і драматург.
- Олексієнко Марія Григорівна — двічі ордена Трудового Червоного Прапора.
- Олефіренко Юрій Борисович — капітан 1 рангу, командир 73-го морського центру спеціальних операцій, в/ч А1594 (Очаків). Загинув 16 січня 2015 року біля Маріуполя під час розвідувальної операції в зоні АТО. Похований на Алеї Слави місцевого кладовища.
- Романенко Олександр Якович — орден Трудового Червоного Прапора.
- Соколенко Іван Прокопович — радянський діяч органів безпеки.
- Шверненко Євген Валерійович — солдат ЗСУ, загинув під час боїв за Дебальцеве.
- Мартинюк Денис Мартинович — кавалер Ордена Жовтневої революції.
- Слонь Віктор Васильович (нар. 1963) — проректор з адміністративно-господарської діяльності Центральноукраїнського національного технічного університету.